# Jock (dessinateur)
Pour les articles homonymes, voir Jock.
Mark Simpson (né le 24 septembre 1972 à East Kilbride en Écosse), connu sous le pseudonyme Jock, est un dessinateur de comics britannique.
Il a également officié comme concept artist pour la production ou la promotion des films Hancock, Battleship, Les Fils de l'homme, Dredd, Batman Begins, X-Men: Days of Future Past ou Ex machina.

### 2000 AD
- Pulp Sci-Fi : Reapermen (avec Gordon Rennie, #1170, 1999)
  - Judge Dredd :
    - Shirley Temple of Doom (avec John Wagner, #1193–1196, 2000)
    - Crossing Ken Dodd (avec John Wagner, #1214, 2000)
    - Rampots (avec John Wagner, #1231, 2001)
    - Safe Hands (avec Gordon Rennie, #1273, 2002)
    - Tartan Terrors (avec Gordon Rennie, #1540, 2007)

  - Tor Cyan (avec John Tomlinson) :
    - Rahab (in #1295, 2002)
    - Phage (in #1296, 2002)
    - No Such Place (in #1297–1299, 2002)
- Judge Dredd Megazine (Fleetway) :
  - Judge Dredd (avec John Wagner) :
    - Dead Ringer (in vol. 3 No. 65, 2000)
    - Ten Years (in vol. 3 No. 70, 2000)

  - Lenny Zero (avec Andy Diggle) :
    - Lenny Zero (in vol. 3 No. 68, 2000)
    - Dead Zero (in vol. 4 #1–2, 2001)
    - Wipeout (in vol. 4 #14–15, 2002)

### DC Comics/Vertigo
- Hellblazer :
  - The Game of Cat and Mouse (avec Mike Carey,No. 181, 2003)
  - Pandemonium (avec Jamie Delano, roman graphique, 2010)
- The Losers #1–6, 9–12, 16–19, 23–25, 29–32 (avec Andy Diggle, Vertigo, 2003–2006)
- Faker #1–6 (avec Mike Carey, Vertigo, 2007–2008)
- Green Arrow: Year One #1–6 (avec Andy Diggle, DC Comics, 2007)
- Detective Comics :
  - Cutter (avec Greg Rucka, #861–863, 2010)
  - The Black Mirror (avec Scott Snyder, #871–873, 2011)
  - Hungry City (avec Scott Snyder, #876–878, 2011)
  - My Dark Architect (avec Scott Snyder,No. 880, 2011)
  - The Facethe Glass (avec Scott Snyder and Francesco Francavilla, No. 881, 2011)
- Batman :
  - A Simple Case (avec Scott Snyder and Brian Azzarello, #44, 2015)
- All-Star Batman :
  - My Own Worst Enemy (avec Scott Snyder, #1-5, 2016)
  - Cold to the Core (avec Scott Snyder, #6, 2017)

### Marvel Comics
- Dark X-Men: The Beginning #3 : Get Mystique (Slight Return) (avec Jason Aaron, Marvel, 2009)
- Savage Wolverine (scénario et dessin, avec Lee Loughridge, #9-11, 2013)

### Autres éditeurs
- Forty-Five : Amy Turner (avec Andi Ewington et 44 autres artistes, roman graphique, Com.x, 2010)
- Immortals: Gods and Heroes : The Hunt (scénario et dessin, roman graphique, Archaia Studios, 2011)
- Wytches (avec Scott Snyder, Image Comics, 2014)

## Récompenses

### Nominations
- 2006 : Prix Eisner du Meilleur artiste de couverture (pour The Losers)
- 2012 : Prix Stan Lee du Meilleur artiste (pour Detective Comics)[1]
- 2022 : prix Inkpot, pour l'ensemble de son œuvre[2].

### Prix
- 2001 National Comics Award du Meilleur nouveau talent (pour Judge Dredd dans 2000AD, partagé avec Frazer Irving pour Necronauts dans 2000AD)[3]
- 2012 : Prix Stan Lee de la Meilleure série en cours (pour Detective Comics, avec Scott Snyder et Francesco Francivilla)[4]
- MTV Le 10 Meilleurs affiches de film de 2010 (8ème, pour The Losers)[5]